# Plymouth (hrabstwo Rock)
Plymouth – miasto w Stanach Zjednoczonych, w stanie Wisconsin, w hrabstwie Rock.